# Mychajlo Drahomanov

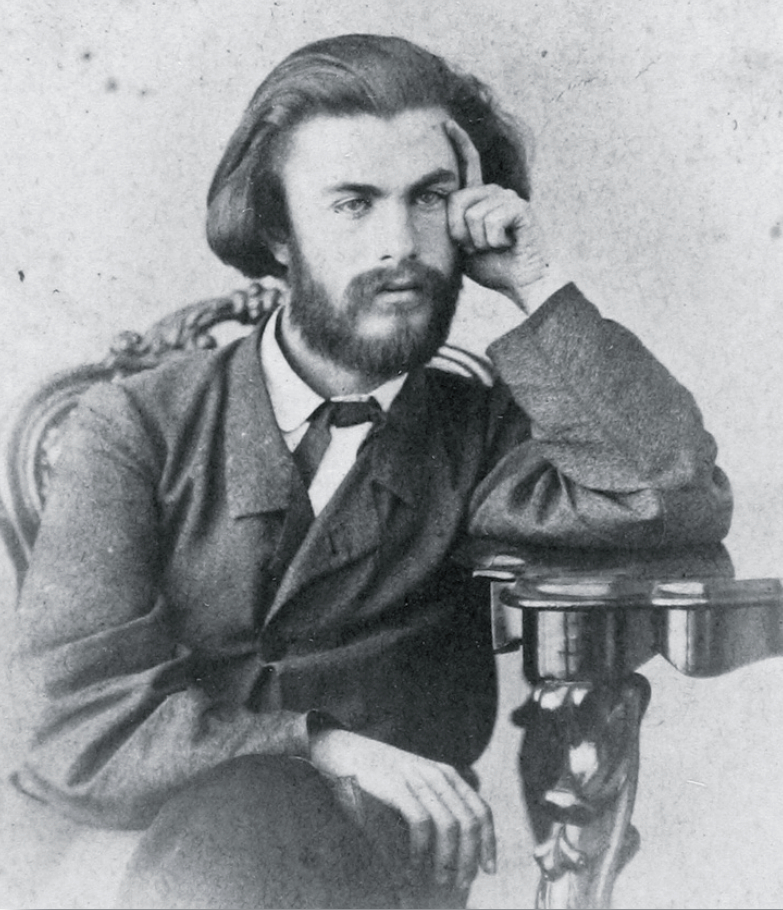
Mychajlo Drahomanov

Mychajlo Petrovytj Drahomanov (ukrainska: Михайло Петрович Драгоманов), född 30 augusti (gamla stilen: 18 augusti) 1841 i Hadjatj, guvernementet Poltava, död 2 juli (gamla stilen: 20 juni) 1895 i Sofia, var en ukrainsk historiker, etnograf och politisk skriftställare.
Drahomanov tog tidigt del i den ukrainska nationalitetsrörelsen, särskilt i Galizien. Han främjade kännedomen om ukrainska etnografin, historien och litteraturen och medarbetade i Élisée Reclus "Géographie universelle". Han utnämndes till professor i historia vid universitetet i Kiev 1874, men avsattes 1876 på grund av sin kritik över det ryska undervisningsväsendet och begav sig då till Genève 1878, där han i flera broschyrer förfäktade nödvändigheten av en liberalisering i federativ riktning av Rysslands politiska och sociala förhållanden. År 1888 erhöll han en professur i allmän historia vid högskolan i Sofia. 
Bland Drahomanovs skrifter rörande ukrainsk folkpoesi kan nämnas Istoritjeskija pjesni malorusskago naroda i samverkan med Volodymyr Antonovytj (två delar, 1874–75), Otgoloski rytsarskoj poezij v ukrainskich narodnych pjesnach (Genljud av riddarpoesi i ukrainska folkvisor), Maloruss. narodnyja razskazy i predanija (1876) och Politytjni pjesni ukrainskiego naroda (1881–83).